# Ich bin Sebastian Ott
Ich bin Sebastian Ott ist ein deutscher Kriminalfilm über gefälschte Rubens-Gemälde aus dem Jahre 1939 von und mit Willi Forst, der die Doppelrolle eines guten und eines schurkischen Bruders spielt.

## Handlung
Der Industrielle Kessen ist unlängst ermordet worden. Der äußerst wohlhabende Mann war im Besitz einer umfänglichen Sammlung von Gemälden des berühmten Barockmalers Rubens. Um deren Echtheit zu überprüfen, wird der angesehene Kunstexperte Dr. Sebastian Ott hinzugezogen. Da er von der Echtheit der Rubens-Werke im Hause Kessen überzeugt ist, muss es sich bei den gleichen Gemälden, die in diversen Museen hängen, um gut gemachte Fälschungen handeln. Ott versucht, den Weg nachzugehen, wann aus den Originalen Kopien wurde. Er bekommt heraus, dass diejenigen Gemälde, die einmal als Leihgaben auf Ausstellungen zu sehen gewesen waren, kopiert worden sein müssen. Auf diesem Wege, so nimmt er an, ist der feine Herr Kessen in den Besitz zahlreicher Originale gekommen. Eines dieser Rubens-Bilder möchte Ott nun persönlich dem eigentlichen Besitzer, dem alten Oberst Julius Holzapfel, zurückbringen. Dort lernt er dessen junge Nichte, die früh verwitwete Erika Mertens, kennen, und es dauert nicht lange, bis sich die beiden jungen Leute ineinander verlieben. Zunächst will das junge Glück aber seine frische Beziehung noch vor der Öffentlichkeit geheim halten.
Ott hat für einige Zeit den ein wenig heruntergekommenen Kunstmaler Strobl bei sich aufgenommen. Er soll Otts Faktotum in der Galerie, Eberle, solange vertreten, bis dieser aus seinem Urlaub wieder zurückkommt. In dieser Zeit wird Sebastian nach Prag gerufen, es dreht sich um seinen halbseidenen Bruder Ludwig. Ludwig Ott ist das schwarze Schaf der Familie, der bisher von keiner Gaunerei die Finger lassen konnte und damit den frühen Tod des gemeinsamen Vaters auf dem Gewissen hat. Lange Zeit unterstützte Sebastian Ludwig finanziell, doch eines Tages brach er den Kontakt ab, weil bei Ludwig keine Besserung in Sicht war. Kaum in der böhmischen Hauptstadt angekommen, betäubt Ludwig seinen Zwillingsbruder, der ihn nur deshalb hierher bat, um dessen Identität zu übernehmen. Ludwig schnappt sich Sebastians Dokumente und kehrt als Sebastian Ott nach Wien zurück. Da auch in Prag Ludwig auf der Fahndungsliste steht, wird Sebastian wenig später verhaftet, da man ihn für Ludwig hält, und er, dank nicht vorhandener Papiere, das Gegenteil nicht beweisen kann.
Ludwig Ott hat in Wien die Rolle seines Bruders übernommen und beginnt mit Strobl gemeinsame Sache zu machen. Beide wollen einen Handel mit gefälschten Gemälden groß aufziehen. Und da er schon mal Sebastian Otts Leben übernommen hat, glaubt Ludwig, auch dessen neue Freundin „übernehmen“ zu können. Doch die stellt, ebenso wie der heimgekehrte Eberle, eine bemerkenswerte Veränderung im Wesen und Charakter des falschen Sebastian fest und beginnt sich von diesem abzuwenden. Erika spricht mit ihrem Onkel darüber, und der alte Oberst, der einen guten Kontakt zur Polizei besitzt, bittet seinen alten Freund, Kriminalrat a. D. Baumann, doch mal der Sache nachzugehen. Der findet über seine Prager Kontakte heraus, dass dort ein Ludwig Ott festgehalten wird, der steif und fest von sich behauptet, Sebastian Ott zu heißen. Doch ehe die Prager Polizei Sebastian freilassen kann, haben schon Ludwigs Ganovenkumpel Paolini, Schmiedel und Meinhardt ihn aus dem Knast geholt, im festen Glauben, sie würden ihren Boss Ludwig befreien. Gemeinsam reisen alle nach Wien, wo es zwischen Sebastian und Ludwig, der sich gerade mit Strobl und der festgehaltenen Erika absetzen will, zu einer handfesten Prügelei kommt. Schließlich trifft die Wiener Polizei ein, und Ludwig Ott stirbt durch eine Kugel.

## Produktionsnotizen
Ich bin Sebastian Ott entstand von Mitte März bis Ende April 1939 im Sievering-Atelier in Wien. Die Uraufführung fand am 11. August 1939 in Berlins Gloria-Palast statt. Die Herstellungskosten dieses Films betrugen moderate 799.000 Reichsmark. Bis Februar 1941 spielte Forsts recht unbekannt gebliebene Inszenierung 1.150.000 RM ein.
In den Momenten, in denen sich Forst ganz auf seine darstellerische Tätigkeit konzentrieren musste, führte Viktor Becker die Regie. Die Produktionsleitung hatte Hans Somborn, Walter Lehmann war Produktionsassistent. Die von Kurt Herlth ausgeführten Filmbauten entwarf Werner Schlichting, für den Ton sorgte Herbert Janeczka. J. A. Vesely war Aufnahmeleiter, Heinz Mansfeld wurde als künstlerischer Beirat geführt.
Wie im Vorspann zu lesen ist, basiert der Stoff auf wahren Begebenheiten im Rahmen eines Kunstfälscherskandals.

## Kritiken
„Der neue Willi–Forst–Film ist aus zweierlei Gründen interessant. Einmal beschäftigt er sich mit einem selten gezeigten und sehr interessanten Milieu, dem Kunsthandel, und im Rahmen einer sauber durchgeführten kriminalistischen Handlung mit den Methoden der Bilderfälscher. Und dann zeigt er Willi Forst in einer Doppelrolle. (…) Besonderes Lob verdienen die Kameramänner Carl Hoffmann und Carl Löb, die virtuos alle nur erdenklichen Effekte im Spiel brillant abgetönten Lichtes erzielen. Willi Forst erweist sich auch in dieser Doppelrolle als ein bemerkenswert sicherer und nobler Darsteller. Wie er diese beiden Menschen nur durch knappe Gesten, durch die Haltung und durch den Blick voneinander unterscheidet, wie er auf die billige Möglichkeit, diese Unterschiede durch die Maskenkunst zu kennzeichnen, verzichtet, das verrät eine wirklich starke schauspielerische Potenz. Trude Marien sieht nicht nur sehr reizend aus, sondern überzeugt auch durch ausgeglichenes Spiel. Gustav Dießl als krankhaft–fanatischer Maler bietet eine fesselnde Studie, während Otto Treßler und Paul Hörbiger zwei Männer mit Herz und Witz sind.“

Paimann’s Filmlisten befand: „Die originelle Idee ist mit soviel spannenden und heiteren Einzelheiten aufgepulvert, daß man ihre Konstruiertheit wenig merkt. Der Auftakt hätte allerdings noch mehr erwarten lassen. Regisseur Forst bereitete diesen Film mit Schwung, Sinn für Persiflage und allerlei Kniffen und fand im Darsteller Forst seine wertvollste Stütze. Auch die übrigen charakterisieren sparsam. (…) Eigenwillige Bauten, wirksame Musik (Mackeben)“.

„Durch die Kunst der Darsteller stellte sich der Film in die Reihe der Werke, die man nicht schon draußen vor dem Kino wieder vergißt, bemerkten manche Filmkritiken.“

„Spannung, Atmosphäre und die Leistung des Regisseurs in der profilierten Doppelhauptrolle machen den Film sehenswert.“